# Svaly jazyka

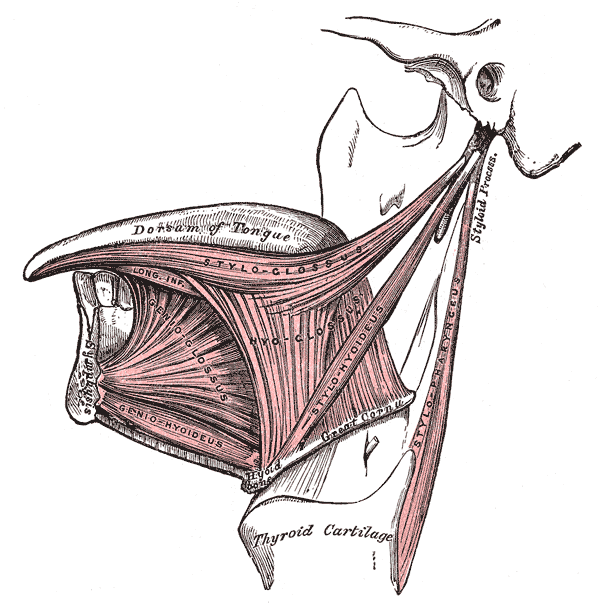
Svaly jazyka

Svaly jazyka (lat. musculi linguae) vytvářejí celou hmotu jazyka. Připojují se k ztluštěné stěně hřbetu jazyka (aponeurosis linguae) a k vazivové ploténce ve střední čáře jazyka (septum linguae), ve které mohou spolu s cévami i procházet.
Svaly se dělí na:
- intraglosální – v jazyku začínají a zároveň končí,
- extraglosální – začínají na okolních útvarech a končí v jazyku.

## Intraglosální svaly

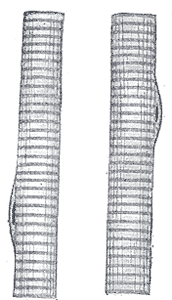
Svalové vlákno jazyka

Intraglosální svaly jsou vlastní svaly jazyka. Začínají zde a končí. Jsou uspořádány ve třech navzájem kolmých rovinách, jejich vlákna jsou propletená a preparačně neoddělitelná. Mění jeho tvar. Rozlišují se podle převažujících směrů. Patří sem:
- m. longitudinalis superior (superficialis) – probíhá předozadně pod hřbetem jazyka a zkracuje ho
- m. longitudinalis inferior (profundus) – táhne se předozadně na vnitřní straně jazyka při extraglosálních svalech, mezi kterými je zčásti propletený; zkracuje jazyk
- m. transversus linguae – jde napříč jazykem, se začátky na septum linguae, k okrajům; zužuje jazyk
- m. verticalis linguae – vede od hřbetní strany jazyka k jeho spodině; zplošťuje jazyk.

## Extraglosální svaly
Extraglosální svaly jsou vnější svaly jazyka, které se do něho vřazují a hýbou jím jako celkem. Patří sem:
- m. genioglossus – začíná při středu dolní čelisti a vzařuje obloukovitě v širokém vějíři až po zpevněnou spodní sliznici hřbetní plochy jazyka (aponeurosis linguae); některé jeho snopce táhnou kořen jazyka dopředu, některé jazyk přitahují ke spodině úst
- m. hyoglossus – začíná od velkého rohu jazylky a pokračuje šikmo do jazyka; jeho funkcí je vtahovat jazyk dozadu dolů
- m. palatoglossus – do jazyka od okraje měkkého patra; táhne jazyk dozadu do stran
- m. styloglossus – probíhá obloukem od bodcovitého výběžku spánkové kosti (processus styloideus) po bocích jazyka až k jeho hrotu; táhne ho dozadu vzhůru

## Inervace

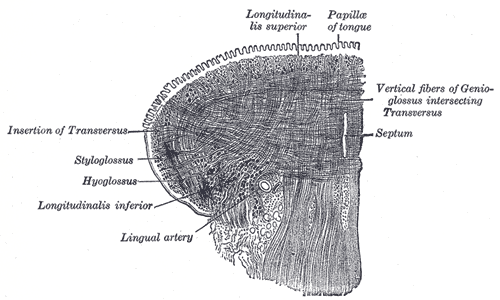
Koronární sekce jazyka

Všechny svaly jsou inervovány z XII. hlavového nervu, nervu podjazykového (n. hypoglossus), výjimkou je však m. palatoglossus, který je řízen IX. hlavovým nevem, nervem jazykohltanovým (n. glossopharyngeus).

## Cévní zásobení
Okysličenou krev přivádí jazyková tepna (a. lingualis), která je větví vnější krkavice (a. carotis externa). A. lingualis vstupuje pod m. hyoglossus a v jazyku vysílá tři hlavní větve pro hřbet, vnitřek jazyka a jeho spodinu. Žíly krev odvádějící jsou jednak žíla jazyková (v. lingualis) a také v. comitans nervi hypoglossi.